# Siklódy Tibor
Siklódy Tibor (Mezőbánd, 1929. május 5. – Marosvásárhely, 2009. február 9.) erdélyi magyar tájképfestő.

## Életútja, munkássága
Marosvásárhelyi gimnáziumi tanulmányai során Bordi András irányította a művészpályára. A kolozsvári Magyar Művészeti Intézetben (1948–1950), ill. a Ion Andreescu Képzőművészeti Főiskolán (1950–1954) végzett tanulmányok után szerzett oklevelet. Kovács Zoltán, Miklóssy Gábor és Mohy Sándor voltak a mesterei. Marosvásárhelyre hazatérve 1954-től jelentkezett kiállításokon.
Olajban, akvarellben és gouache-ban készült tájképein a természeti látvány lírai-balladai hangulatú rögzítésétől összegező művek megalkotása felé haladt. Irodalmi analógiákat követve tájegységek művészi arculatát igyekezett megragadni.

## Egyéni kiállításai
- Marosvásárhely (1967, 1978, 1988),
- Marosvásárhely, Bernády Ház (1999, 2002)
- Marosvásárhely (Incze Istvánnal, 2010)
- Székelyudvarhely (1967, 1972),
- Székelykeresztúr (1968),
- Nyárádszereda (1981, 1985, 1987)